# Arhopalus pinetorum
Arhopalus pinetorum är en skalbaggsart som först beskrevs av Thomas Vernon Wollaston 1863.  Arhopalus pinetorum ingår i släktet Arhopalus och familjen långhorningar. Inga underarter finns listade.